# Zofia Stępień
Zofia Stępień (ur. 1 sierpnia 1939 w Częstochowie) – polska robotnica, działaczka Polskiej Zjednoczonej Partii Robotniczej, członkini Biura Politycznego KC PZPR.

## Życiorys
W 1955 ukończyła zasadniczą szkołę zawodową w Częstochowie. Z zawodu włókniarka, pracowała jako pomoc snowacza w Częstochowskich Zakładach Przemysłu Lniarskiego Stradom (od 1963 r.). Członek PZPR od 1965 roku, I sekretarz Podstawowej Organizacji Partyjnej w zakładzie pracy (1975–1982), członek egzekutywy Komitetu Zakładowego w Częstochowskich Zakładach Przemysłu Lniarskiego Stradom (1984–1986). Członek egzekutywy Komitetu Wojewódzkiego PZPR w Częstochowie (1982–1986). W latach 1981–1984 zastępca członka, a od 1984 członek Komitetu Centralnego PZPR. Na X Zjeździe PZPR w lipcu 1986 r. została powołana w skład Biura Politycznego KC PZPR jako przedstawicielka klasy robotniczej, była drugą po Zofii Grzyb kobietą wybraną do najwyższego, 12-osobowego kierowniczego gremium partii komunistycznej. W latach 1987–1989 była ponadto przewodniczącą Komisji ds. Rodziny KC PZPR. W Biurze Politycznym pozostawała do X Plenum KC PZPR w grudniu 1988, kiedy Wojciech Jaruzelski przeprowadził rekonstrukcję BP. Z Biura odwołano wówczas, obok Zofii Stępień, między innymi: Józefa Baryłę, Jana Główczyka, Tadeusza Porębskiego oraz Zbigniewa Messnera. Do rozwiązania PZPR w styczniu 1990 r. pozostawała w składzie Komitetu Centralnego.
W latach 1986–1988 należała do wąskiej grupy najważniejszych osób w PRL.

## Odznaczenia
- Krzyż Kawalerski Orderu Odrodzenia Polski
- Srebrny Krzyż Zasługi
- Medal 40-lecia Polski Ludowej
- Złota Odznaka Zasłużony dla województwa częstochowskiego
- Srebrna Odznaka Za Zasługi dla województwa katowickiego

## Źródła
- Tadeusz Mołdawa, Ludzie władzy 1944-1991, Warszawa 1991, s. 426
- Encyklopedia Historii Polski, Warszawa 1996
- Kto jest kim w Polsce 1989, Warszawa 1989, str. 1253–1254